# Saint-Loup-de-Fribois
Saint-Loup-de-Fribois település Franciaországban, Calvados megyében. Lakosainak száma 177 fő (2018. január 1.). Saint-Loup-de-Fribois Crèvecœur-en-Auge, Le Mesnil-Mauger, Monteille, Notre-Dame-de-Livaye, Notre-Dame-d’Estrées, Biéville-Quétiéville és Notre-Dame-d'Estrées-Corbon községekkel határos.

## Népesség
A település népessége az elmúlt években az alábbi módon változott:
| Lakosok száma | 170  | 153  | 161  | 178  | 209  | 183  | 182  | 184  | 176  | 177  |
|               | 1968 | 1975 | 1982 | 1999 | 2006 | 2010 | 2011 | 2015 | 2017 | 2018 |